# Westerberg (Osnabrück)
Westerberg ist ein Stadtteil im Westen der Stadt Osnabrück in Niedersachsen. Westerberg hat 10.525 Einwohner (12/2022), die sich auf 4,93 km² Fläche verteilen. Angrenzende Stadtteile sind (im Uhrzeigersinn) Eversburg, Hafen, Sonnenhügel, Innenstadt, Weststadt, Hellern und Atter.

## Beschreibung
Der Stadtteil Westerberg ist nach einer rund 100 Meter ü. NHN hohen Anhöhe westlich der Osnabrücker Innenstadt benannt. Die Anhöhe selbst ist begrünt und dient der Bevölkerung als Naherholungsgebiet. Außergewöhnlich für eine Großstadt ist, dass „mitten in der Stadt“ noch ein Landwirtschaftsbetrieb, das Gut Muesenburg, aktiv ist, welches die landwirtschaftlichen Flächen auf der Anhöhe bewirtschaftet. Rund um diesen Bereich liegen im Norden, Osten und Süden Wohngebiete. Im Westen des Stadtteils werden die Freiflächen weitläufiger, hier liegen das Waldgebiet Heger Holz und der Rubbenbruchsee. Auf dem südlich davon gelegenen, ebenfalls weitgehend begrünten Finkenhügel liegt das Klinikum Osnabrück. Ein weiteres Krankenhaus ist der Standort Natruper Holz des Marienhospitals Osnabrück an der Sedanstraße, der bis 2019 zu den Paracelsus-Kliniken gehörte.
Weite Teile des Stadtteils gehören zu den bevorzugten Wohnlagen mit den höchsten Grundstückspreisen in Osnabrück. Einige Straßenzüge haben den Charakter einer Villenkolonie. Oft wird in kommunalpolitischen Diskussionen der Vorwurf erhoben, der Westerberg werde finanziell grundsätzlich bevorzugt behandelt. Bewohner des Westerbergs halten dem entgegen, dass die Stadt laut Statistik in anderen Stadtteilen viel mehr Geld für Maßnahmen investiere.
Die Hochschule Osnabrück hat ihren Sitz auf dem Campus Westerberg genannten Hochschulareal, das sie gemeinsam mit der Universität Osnabrück betreibt. Der am Nordhang des Westerbergs gelegene Campus, auf dem vor allem naturwissenschaftliche Bereiche der beiden Hochschulen angesiedelt sind, ist eine ehemalige Kasernenfläche. Sie wurde im Ersten und Zweiten Weltkrieg durch die Deutschen Streitkräfte, in der Nachkriegszeit teils von der Britischen Rheinarmee, teils von der Bundeswehr genutzt. Nach Ende der militärischen Nutzungszeit im Jahr 2009 wurden die aus der Kaiserzeit stammenden Kasernengebäude mit den schon bestehenden Hochschulgebäuden verbunden und in den folgenden Jahren durch moderne Neubauten ergänzt. Ein weiterer Campus der Hochschule Osnabrück befindet sich am südlichen Hang des Westerbergs an der Caprivistraße. Das Gelände ist ebenfalls eine ehemalige Kaserne aus der Kaiserzeit, die in der Nachkriegszeit durch britische Truppen und von 1989 bis 1995 als Grenzdurchgangslager für Aussiedler genutzt wurde. Auf dem Gelände einer dritten britischen Kaserne an der Sedanstraße wurde ab 2011 das Gewerbe- und Wohngebiet Wissenschaftspark Osnabrück (WPO) entwickelt. Durch die britischen Stützpunkte der Garnison Osnabrück war der Anteil an britischen Familien im Stadtteil Westerberg zeitweise recht hoch.
Das Wohngebiet nördlich der Rheiner Landstraße und westlich der Caprivistraße rund um den Lieneschweg und die Mozartstraße wird aufgrund der Benennung der dortigen Straßen nach berühmten Musikern und Komponisten als Musikantenviertel bezeichnet. Es entstand Anfang des 20. Jahrhunderts als Wohnsiedlung für Beamte. Im Gebäude der ehemaligen städtischen Frauenklinik an der Ecke Lieneschweg/Caprivistraße hat sich 2001 zudem das Institut für Musik der Hochschule Osnabrück angesiedelt.
Im Osten des Stadtteils, an der Grenze zur Innenstadt, liegen das Stüvehaus sowie das Stadthaus. Beide sind ehemalige Standorte des städtischen Klinikums. Während das Stüvehaus heute die Volkshochschule Osnabrück beherbergt, ist im Stadthaus die Stadtverwaltung ansässig.
Zu dem kirchlichen Einrichtungen zählt die in Jugendstilarchitektur errichtete evangelisch-reformierte Bergkirche. Ferner befinden sich im Stadtteil die ev.-luth. Markuskirche, die kath. St. Barbara-Kirche und die selbständige ev.-luth. Kirche. Nördlich der Altstadt liegt an der Hase das Benediktinerinnenkloster Osnabrück. Weitere Bildungseinrichtungen neben den Hochschulen sind die städtische Grundschule Heinrich-Schüren-Schule an der Sedanstraße und ein berufliches Schulzentrum an der Natruper Straße. Die an der Nobbenburger Straße ansässige Berufsfeuerwehr Osnabrück sorgt für den abwehrenden Brandschutz und die allgemeine Hilfe im gesamten Stadtgebiet.
Das Ehrenmal auf dem Straßburger Platz erinnert an die Gefallenen aus Osnabrück im Deutsch-Französischen Krieg von 1870/1871. Es wurde 1880 auf dem Neumarkt errichtet und 1928 in den Stadtteil Westerberg versetzt. Schülerinnen des Osnabrücker Ratsgymnasiums entwarfen dafür die Skulptur „Die schützende Torsion“, die die deutsch-französische Freundschaft symbolisiert.
Zwischen 1860 und 1987 wurde auf dem Westerberg das überregional geschätzte Bier der Osnabrücker Aktien-Brauerei (ca. 220 Mitarbeiter) gebraut. Auf dem früheren Brauereigelände an der Bergstraße steht heute ein Seniorenheim. Eine besondere Sehenswürdigkeit ist der in einem ehemaligen Steinbruch gelegene botanische Garten der Universität.

## Einwohnerentwicklung
Die Einwohnerentwicklung des Stadtteils Westerberg:
| Datum             | Einwohner |
| ----------------- | --------- |
| 31. Dezember 2003 | 8903      |
| 31. Dezember 2004 | 8731      |
| 31. Dezember 2005 | 8585      |
| 31. Dezember 2006 | 8534      |
| 31. Dezember 2007 | 8513      |

| Datum             | Einwohner |
| ----------------- | --------- |
| 31. Dezember 2008 | 8558      |
| 31. Dezember 2009 | 8739      |
| 31. Dezember 2010 | 8999      |
| 31. Dezember 2011 | 9002      |
| 31. Dezember 2012 | 9092      |

| Datum             | Einwohner |
| ----------------- | --------- |
| 31. Dezember 2013 | 9072      |
| 31. Dezember 2014 | 9111      |
| 31. Dezember 2015 | 9586      |
| 31. Dezember 2016 | 9925      |
| 31. Dezember 2017 | 10.108    |

| Datum             | Einwohner |
| ----------------- | --------- |
| 31. Dezember 2018 | 10.183    |
| 31. Dezember 2019 | 10.201    |

## Verkehr
Der größte Teil des Stadtteils befindet sich in einer Umweltzone.

### Westumgehung
Am 25. Mai 2014 wurde zeitgleich zur Europawahl in Osnabrück eine Bürgerbefragung zur Westumgehung, auch Entlastungsstraße West genannt, abgehalten. Die Westumgehung sollte größtenteils im westlichen Teil des Stadtteils Westerberg verlaufen und die Rheiner Landstraße mit der Pagenstecherstraße verbinden, um die Wohnstraßen des Stadtteils vom Durchgangsverkehr zu entlasten. Die Umgehung hätte jedoch ein Landschaftsschutzgebiet durchquert, nah an zwei Krankenhäusern vorbeigeführt und eine Mehrbelastung der Rheiner Landstraße zur Folge gehabt.
Bei der Bürgerbefragung entschieden sich 51,7 % gegen und 48,3 % für die Westumgehung. Aufgrund der Abstimmung wurden die Pläne zum Bau der Umgehung aufgegeben. Lediglich ein ca. 600 m langes Straßenstück zwischen der Sedan- und Natruper Straße wurde unabhängig vom Ausgang der Bürgerbefragung gebaut und im Jahr 2024 eröffnet. Es dient der besseren Erschließung des Wissenschaftsparks und ermöglicht eine Verkehrsberuhigung der Straße Am Natruper Holz.

### Öffentlicher Personennahverkehr
Es gab ehemals eine Anbindung an die Straßenbahnlinie 1, die vom Heger Friedhof über die Lotter Straße, Heger Tor, Rißmüllerplatz, Rathaus, Nikolaiort, Hauptpost zum Hauptbahnhof fuhr. Heute wird der Stadtteil im dichten Takt von Stadtbussen erschlossen. Die Buslinien 11, 12, 13, 21, 22, 31, R31, 32 und 33 fahren den Westerberg an.

## Galerie

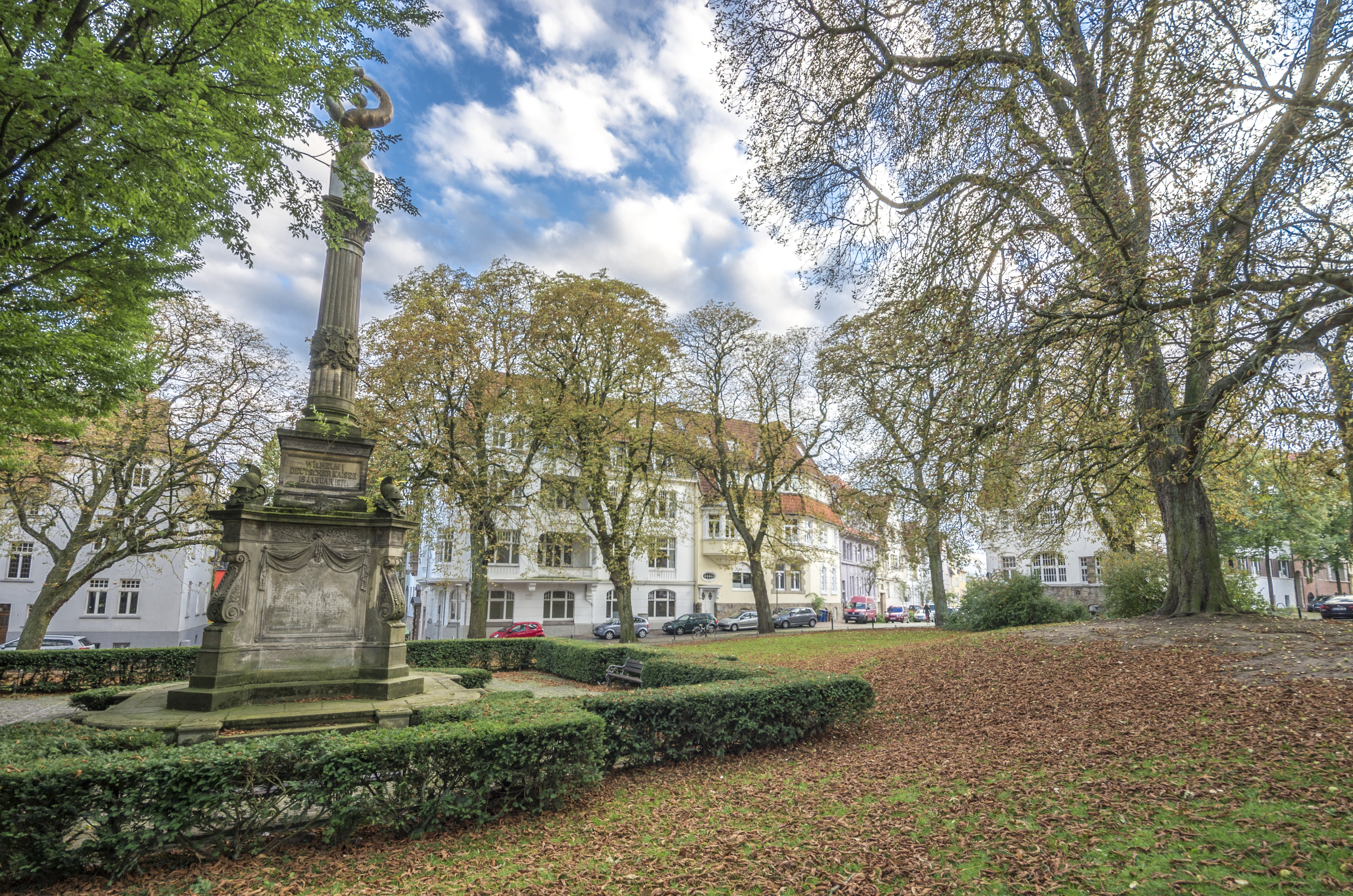
Der Straßburger Platz mit Ehrenmal
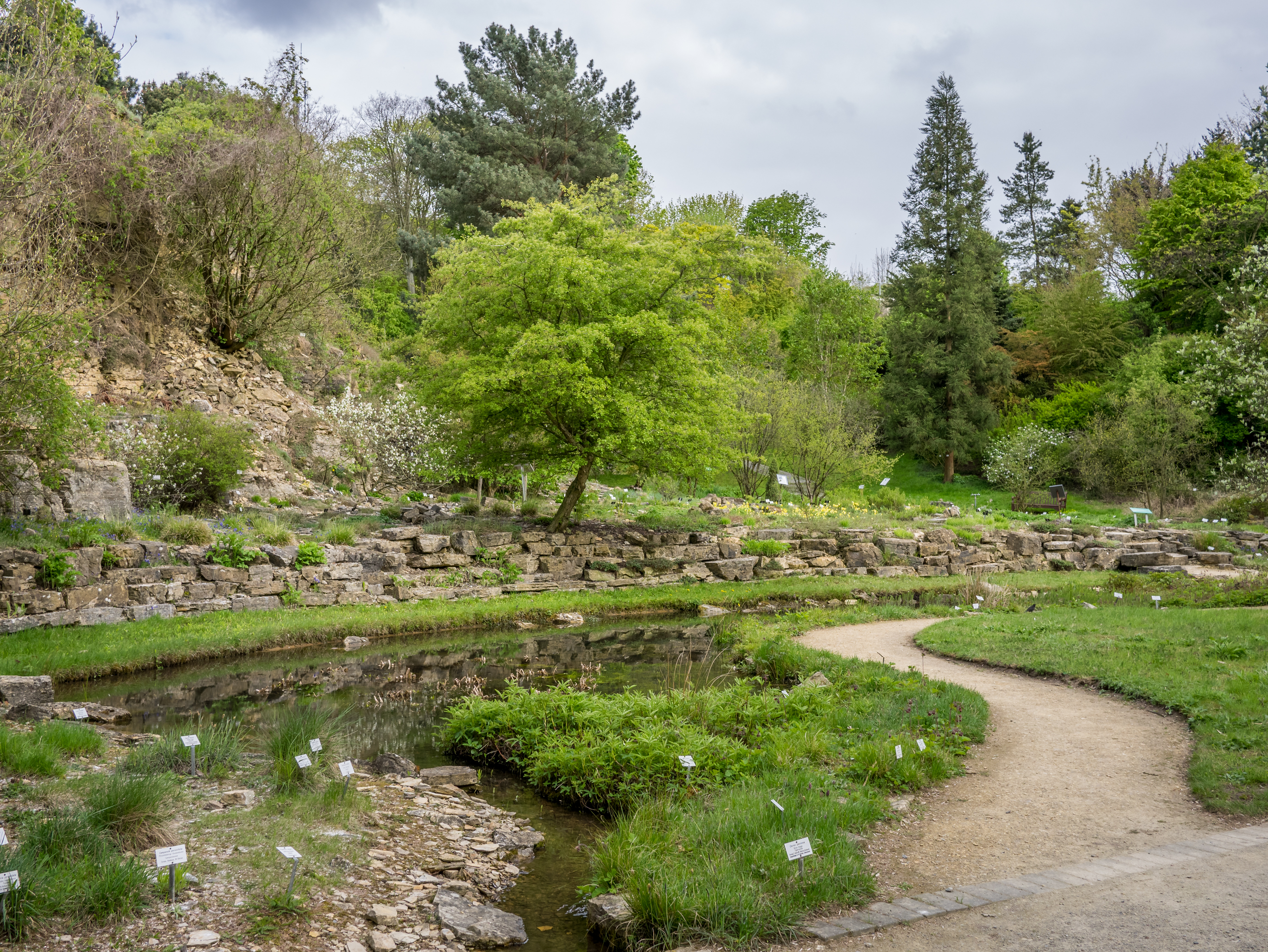
Botanischer Garten
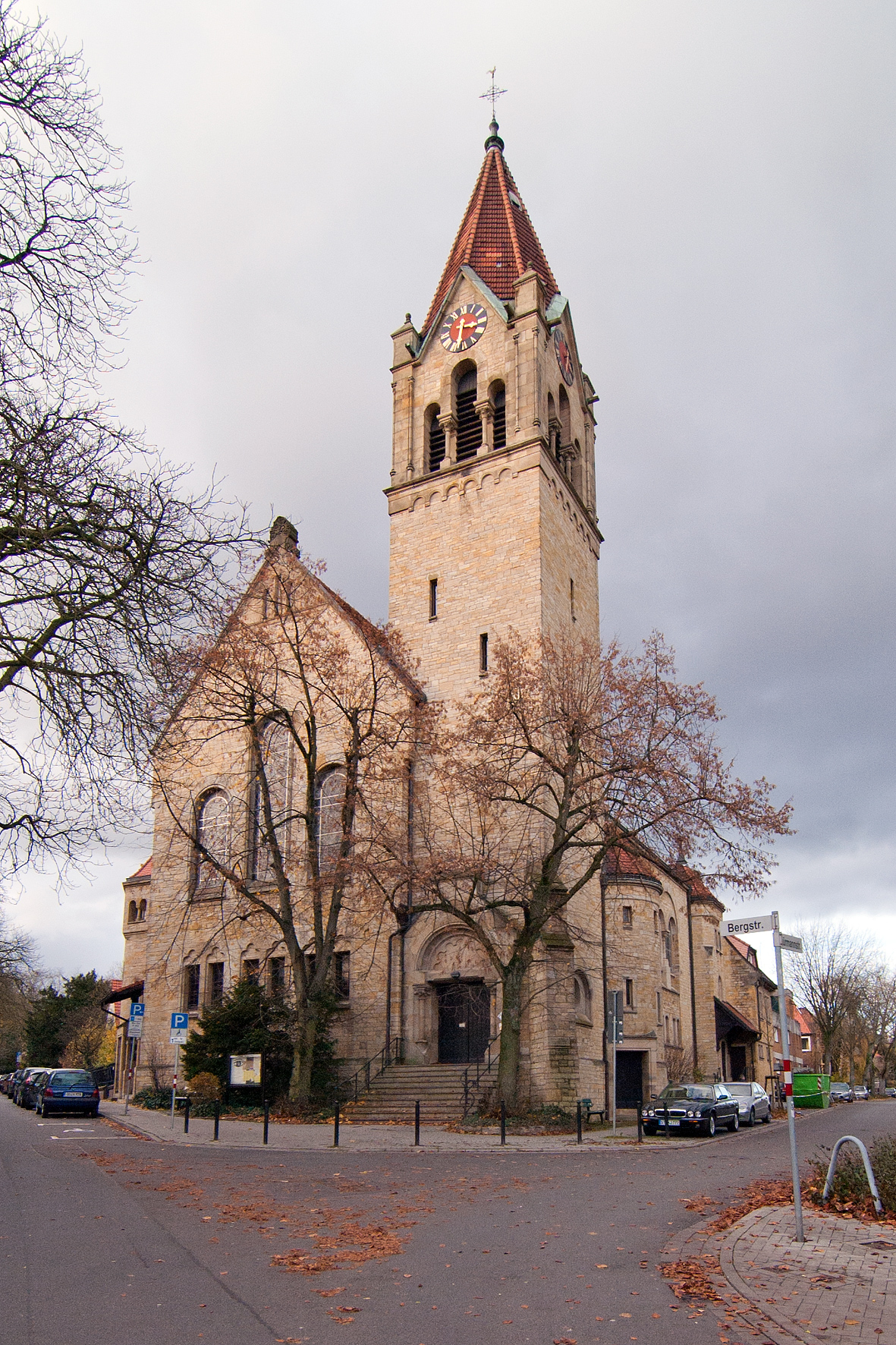
ev.-ref. Bergkirche
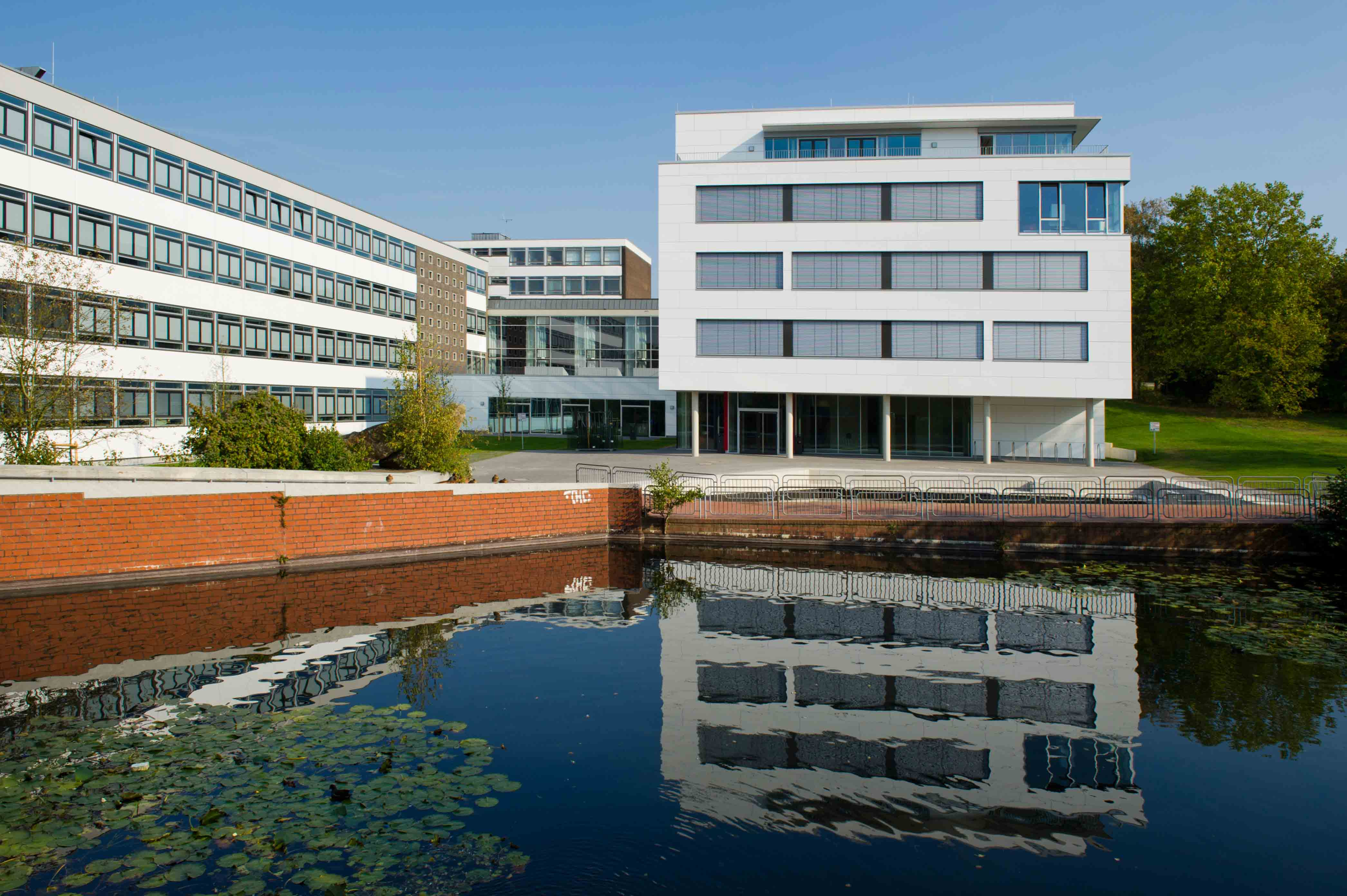
Gebäude der Universität/Hochschule am Campus Westerberg
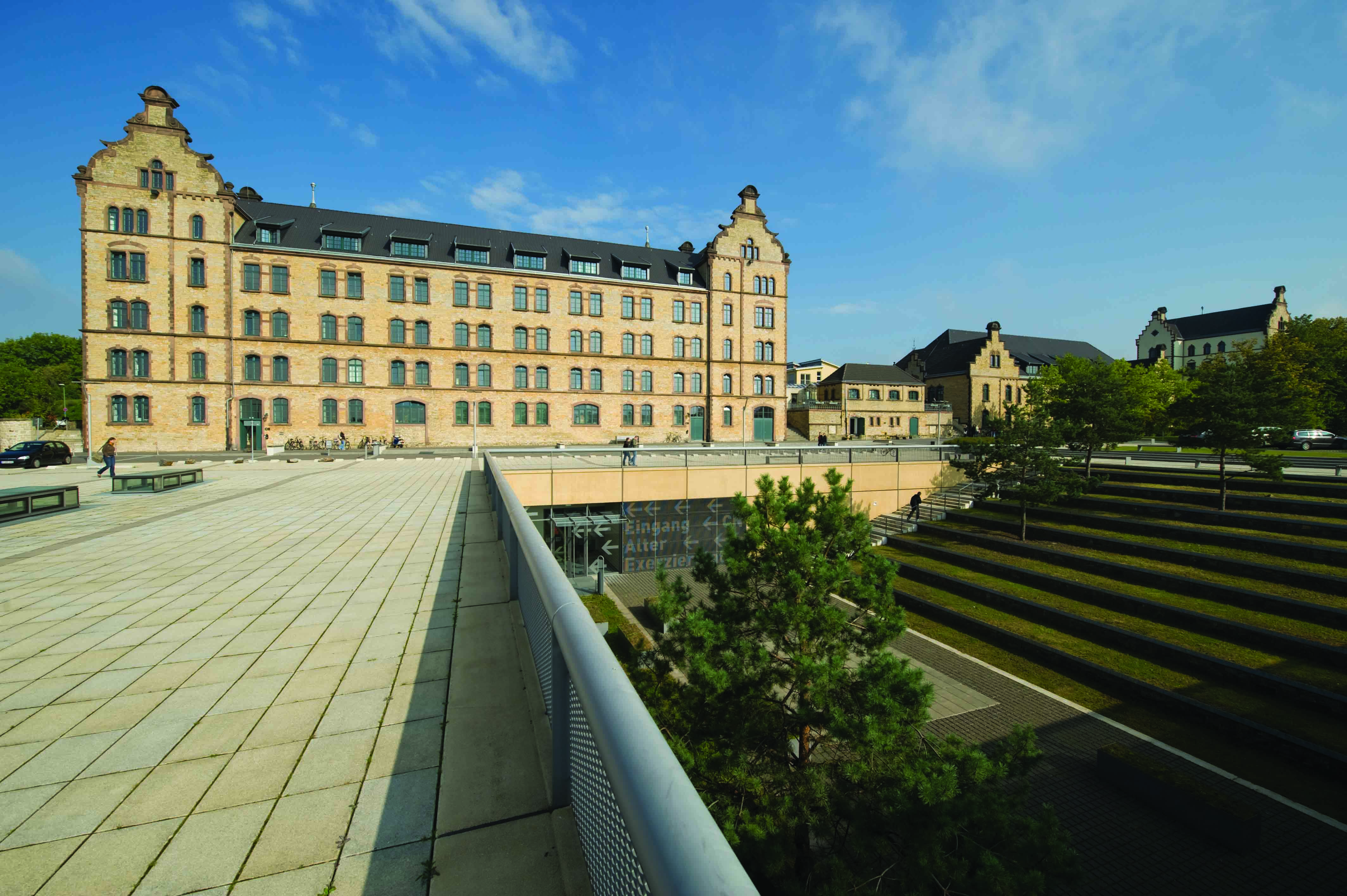
Hochschule Osnabrück – Campus Caprivistraße
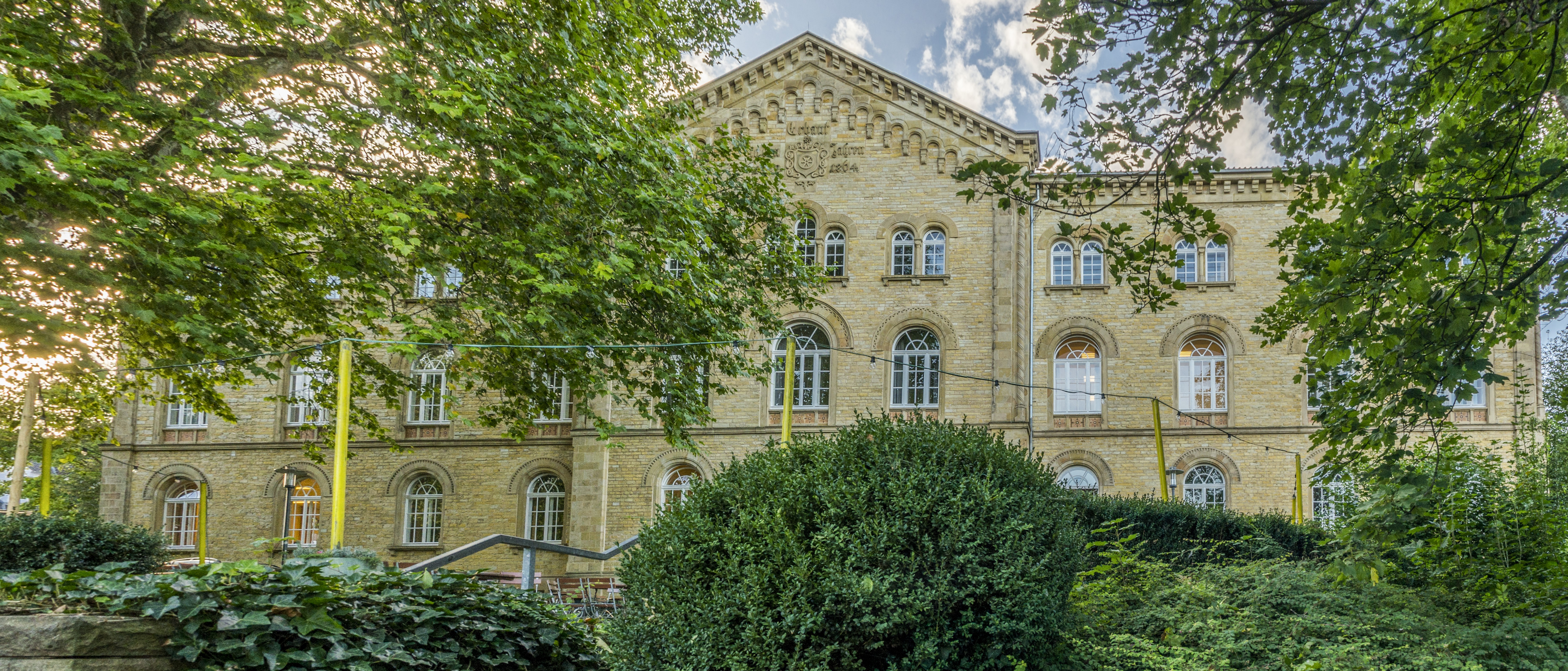
Stüvehaus, heutige Volkshochschule
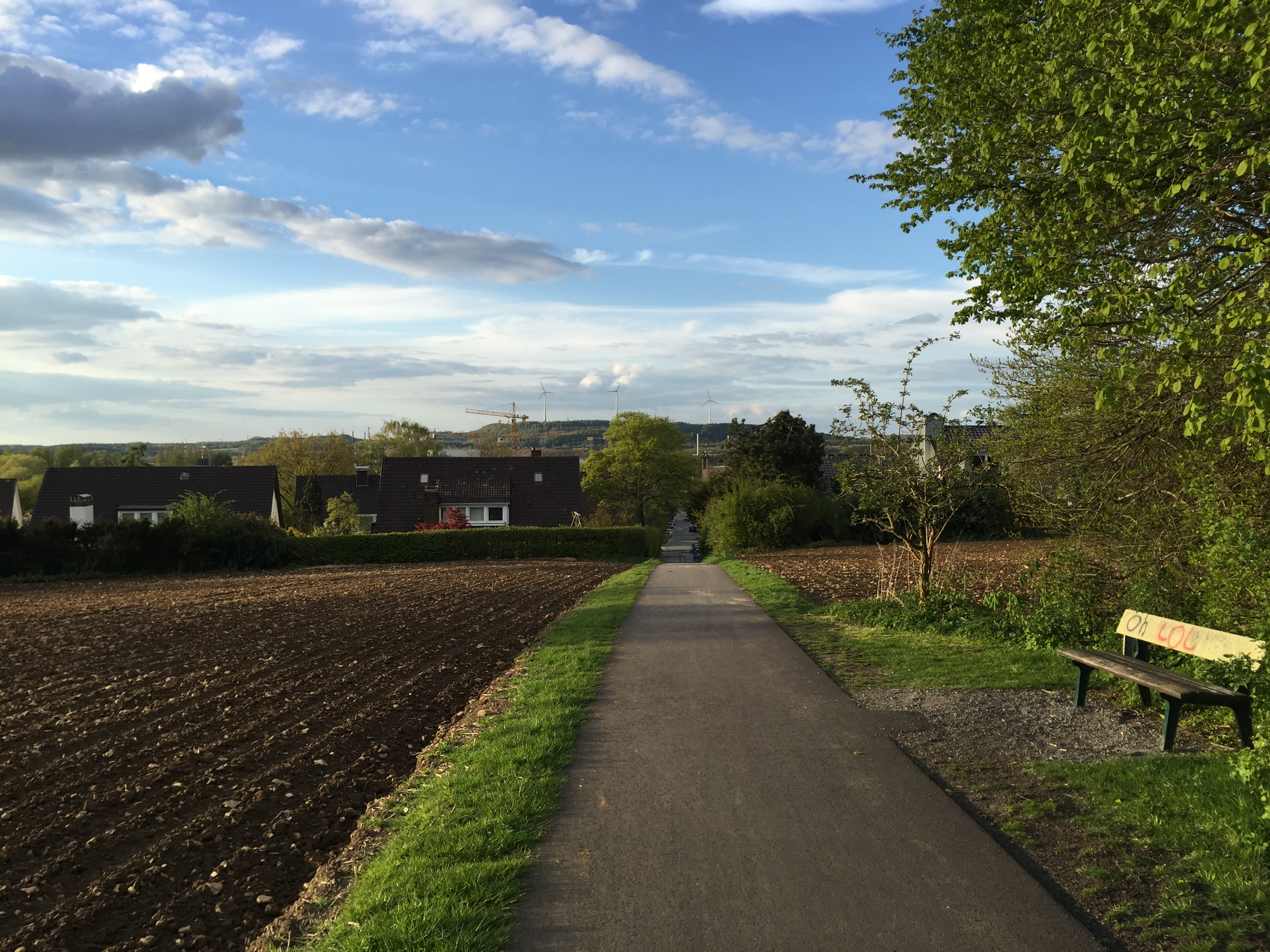
Grünverbindung auf dem Westerberg